# Constantin Fometescu
Constantin Fometescu (13 ianuarie 1838, Oravița, județul Caraș-Severin - 20 august 1903, București), a fost un medic veterinar român, unul dintre pionierii medicinei veterinare din România.

## Viața
S-a născut la 13 ianuarie 1838 la Oravița, actualul județ Caraș-Severin, pe acea vreme în Imperiul Habsburgic.
A urmat studii superioare de medicină veterinară la Budapesta, primind diploma de medic la 9 iulie 1863.
S-a întors acasă, unde diploma de studii i-a fost confirmată în același an de către Universitatea Comitatului Caraș și s-a angajat veterinar comital.
Din cauza propagandei pe care a făcut-o pentru unirea Banatului cu Țara, abia înființată prin Unirea celor două Principate Române, Muntenia și Moldova, a intrat în atenția autorităților imperiale austriece, care au început să îl șicaneze. Din acest motiv a trecut munții în Principate cândva în anul 1864 sau la începutul anului 1865.

## Activitatea
După trecerea în Muntenia, neavând mijloace de trai, cu toată pregătirea sa universitară, s-a angajat simplu potcovar la Târgu Jiu. Remarcat de primarul localității, acesta l-a prezentat doctorului Carol Davila, care l-a apreciat și l-a angajat imediat. 
Constantin Fometescu apare deja în Anuarul Militar al Armatei Române pe anul 1865 ca având funcția de veterinar de divizion clasa a II-a la batalionul de pompieri, confirmat din data de 20 februarie același an.
În 1867, dr. Davila îl numește pe dr. Fometescu director adjunct al Școlii de Medicină Veterinară din București, în care calitate va rămâne până aproape de începerea Războiului de Independență. 
În anul 1876 este ridicat la gradul de veterinar de regiment clasa I-a, la Regimentul 2 Artilerie, grad cu care va participa la Războiul de Independență. 
La război a participat în cadrul Regimentului 3 Roșiori (după război a servit și în Regimentul 2 Roșiori pentru un timp).
S-a întors de pe front la București în anul 1878.
În 1879 a fost vărsat la Regimentul 6 Artilerie, iar între 1890-1891 a deservit Corpul 3 Armată care avea reședința la Galați. Între 1892-1893 este mutat la București la Regimentul 10 Artilerie, iar în 1894 a fost detașat la Comisia permanentă de remontă. 
În 1895 este ridicat la rangul de Veterinar șef (grad echivalent cu cel de locotenent-colonel) și a devenit comandantul Serviciului Veterinar al Corpului 3 Armată. 

## Decorații
- Steaua României, în grad de cavaler (1879)
- Crucea Trecerea Dunării
- Medalia Apărătorii Independenței
- Medalia rusă a războiului 1877-1878
- Semnul onorific pentru 18 ani de serviciu

## Moartea
În seara zilei de 27/9 august 1903, la ora 23, a fost lovit de apoplexie, murind în data de 20 august, la București.